# Jackson Pollock
Paul Jackson Pollock (28 tháng 1 năm 1912 – 11 tháng 8 năm 1956), được biết đến với tên Jackson Pollock, là một họa sĩ nổi tiếng người Mỹ và tác phẩm chính về chủ nghĩa trừu tượng sống động. Ông được biết nhiều đến khả năng đặc biệt là drift painting (vảy sơn).
Trong suốt cuộc đời mình, Pollock rất nổi tiếng và tai tiếng. Ông là một họa sĩ lớn trong thế hệ của mình. Thay vì khiêm tốn, ông có tính cách bốc đồng và đấu tranh phần lớn với tính nghiện rượu trong suốt cuộc đời. Năm 1945, ông cưới họa sĩ Lee Krasner, cô ấy trở thành nguồn cảm hứng quan trọng trong sự nghiệp và di sản của ông.
Ông mất năm 44 tuổi trong một vụ tai nạn liên quan đến rượu khi ông đang lái xe một mình. Tháng 12 năm 1956, bốn tháng sau khi ông ấy mất, Pollock đã được tổ chức một buổi triển làm hồi niệm về ông tại Bảo tàng Morden Art, tại thành phố New York. Nhiều buổi triển lãm lớn hơn về tác phẩm của Pollock được tổ chức năm 1967. Năm 1998, 1999 những tác phẩm của ông đã được vinh dự triển lãm tại MoMA và The Tail, London.

## Tác phẩm chính

Tranh "Head" của ông

- (1942) Male and Female Philadelphia Museum of Art[1]
- (1942) Stenographic Figure Museum of Modern Art[2]
- (1943) Mural University of Iowa Museum of Art,[3] currently housed at the Figge Art Museum[4]
- (1943) Moon-Woman Cuts the Circle[5]
- (1943) The She-Wolf Museum of Modern Art[6]
- (1943) Blue (Moby Dick) Ohara Museum of Art[7]
- (1945) Troubled Queen Museum of Fine Arts, Boston[8]
- (1946) Eyes in the Heat Peggy Guggenheim Collection, Venice[9]
- (1946) The Key Art Institute of Chicago[10]
- (1946) The Tea Cup Collection Frieder Burda[11]
- (1946) Shimmering Substance, from The Sounds In The Grass Museum of Modern Art[12]
- (1947) Portrait of H.M. University of Iowa Museum of Art,[13] currently housed at the Figge Art Museum[4]
- (1947) Full Fathom Five Museum of Modern Art[14]
- (1947) Cathedral[15]
- (1947) Enchanted Forest Peggy Guggenheim Collection[16]
- (1947) Lucifer San Francisco Museum of Modern Art[17]
- (1948) Painting[18]
- (1948) Number 5 (4 ft x 8 ft) Private collection
- (1948) Number 8
- (1948) Composition (White, Black, Blue and Red on White) New Orleans Museum of Art[19]
- (1948) Summertime: Number 9A Tate Modern
- (1949) Number 1 Museum of Contemporary Art, Los Angeles[20]
- (1949) Number 3
- (1949) Number 10 Museum of Fine Arts, Boston[21]
- (1950) Number 1, 1950 (Lavender Mist) National Gallery of Art[22]
- (1950) Autumn Rhythm (Number 30), 1950 Metropolitan Museum of Art[23]
- (1950) Number 29, 1950 National Gallery of Canada[24]
- (1950) One: Number 31, 1950 Museum of Modern Art[25]
- (1950) No. 32[26]
- (1951) Number 7 National Gallery of Art[27]
- (1951) Black & White
- (1952) Convergence Albright-Knox Art Gallery[28]
- (1952) Blue Poles: No. 11, 1952 National Gallery of Australia[29]
- (1953) Portrait and a Dream Dallas Museum of Art[30]
- (1953) Easter and the Totem The Museum of Modern Art[31]
- (1953) Ocean Greyness[32]
- (1953) The Deep